# 福島県道252号夫沢大野停車場線
福島県道252号夫沢大野停車場線（ふくしまけんどう252ごう おっとざわおおのていしゃじょうせん）は、福島県双葉郡大熊町内にある一般県道である。

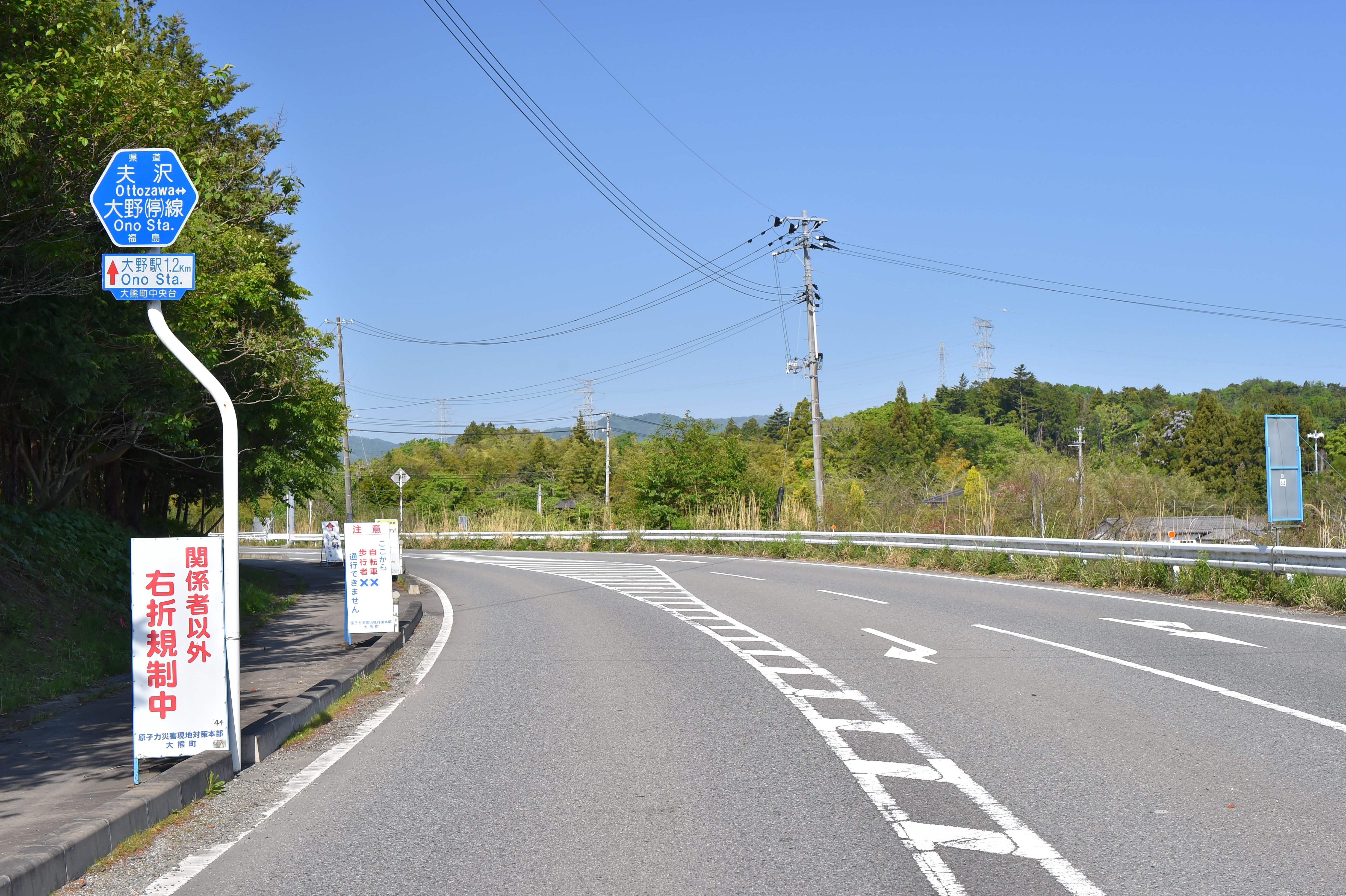
福島県道252号夫沢大野停車場線・大熊町大字夫沢（2024年5月）

## 路線概要
- 起点：双葉郡大熊町大字夫沢字大
- 終点：双葉郡大熊町大字下野上字大野
- 総延長：4.931km[1]
  - 実延長：4.905km
- 路線認定年月日：1959年8月31日[2]

### 重用区間
- 福島県道391号広野小高線（双葉郡大熊町夫沢字大（起点）～同郡同町夫沢字長者原）

### 道路施設
鮒沢橋
- 全長：27.3m
- 幅員：8.4m
- 竣工：1970年[3]

下野上字大野に位置し、JR常磐線を渡る。

## 通過する自治体
- 双葉郡大熊町

## 接続・交差する道路
- 福島県道391号広野小高線 小高方面（夫沢字長者原）
- 国道6号（大熊町大字夫沢：中央台交差点）
- 福島県道166号大野停車場大川原線（大熊町大字下野上）

## 沿線
- 大熊町総合スポーツセンター（大熊町大字夫沢）
  - 大熊町営野球場
- JR常磐線 大野駅（大熊町大字下野上字大野）